# Animal Farm (1954)
Animal Farm is een Britse tekenfilm uit 1954. De film is gebaseerd op het gelijknamige boek van George Orwell uit 1945. De film werd geregisseerd door Joy Batchelor en haar man, John Halas. Voor de film waren maar twee stemacteurs nodig. Later is er nog een speelfilm van het boek gemaakt.

## Verhaal
Manor Farm is een vervallen boerderij, die in handen is van boer Jones, een dronkenlap. De dieren worden er slecht verzorgd. Op een avond spoort het oude varken, Old Major, de dieren aan om een opstand te beginnen, zodat de boerderij en de opbrengsten ervan van de dieren worden. Kort na deze mededeling overlijdt Old Major, maar zijn boodschap leeft voort.
De volgende dag ligt Jones zijn roes uit te slapen en vergeet hierdoor de dieren te voeren. De dieren, onder leiding van de varkens, bestormen de voedselopslagplaats en beginnen te eten. Jones komt op het lawaai af en wil de dieren straffen. De dieren komen echter met zijn allen in opstand en verdrijven Jones van de boerderij. Manor Farm wordt Animal Farm. Jones gaat naar de plaatselijke kroeg, The Red Lion, en trommelt daar een aantal boeren op om tegen de dieren te vechten. De boeren gaan naar Animal Farm en vallen de dieren aan. De dieren zijn er echter op voorbereid en weten de strijd te winnen, mede door de heldhaftige daden van Snowball, het varken.
Nu de boerderij echt van hen is stellen de dieren, onder leiding van Snowball, een nieuw regime op. Hier horen zeven geboden bij, waaraan ieder dier zich moet houden. Een ander varken, Napoleon, is jaloers op de leidinggevende functie van en alle lof over Snowball. Als hij ziet dat een moederhond in de strijd is omgekomen, neemt hij haar puppy's mee naar een schuur en voedt ze persoonlijk op.
Op Animal Farm gaat het goed. De oogst is rijkelijk, waardoor de dieren nu tijd hebben voor andere bezigheden. De dieren krijgen onderwijs van de varkens en er worden maatregelen getroffen om de boodschap van de revolutie te verspreiden. Snowball maakt technische plannen om het verblijf op Animal Farm comfortabeler te maken met allerlei luxe. Napoleon vindt deze plannen onzin en laat dit duidelijk merken. Als Snowball Napoleon in een debat aftroeft, knapt er iets in Napoleon. Hij roept de puppies, die inmiddels uitgegroeid zijn tot forse honden, en stuurt ze af op Snowball. Snowball vlucht, maar is te langzaam en wordt in de struiken vermoord door de honden.
Na Snowballs dood claimt Napoleon dat Snowballs plannen de zijne waren en dat Snowball met de eer wilde strijken. De windmolen, oorspronkelijk een plan van Snowball, wordt onder leiding van Napoleon, en zijn trawant Squealer gebouwd. De dieren, en vooral werkpaard Bokser, zetten zich hier erg voor in. Er komt inderdaad meer luxe, maar deze wordt allemaal door de varkens tot zich genomen. De varkens betrekken tevens het vroegere huis van Jones. Om dit mogelijk te maken worden de geboden van Animal Farm, in het geniep aangepast (in het voordeel van de varkens). Van alles wat fout gaat krijgt Snowball van Napoleon de schuld (de dieren weten niet dat Snowball dood is).
Behalve de varkens en de honden, moeten alle dieren offers brengen voor Animal Farm. Er wordt hen geen keus gelaten. Dieren die in opstand komen tegen de dictatuur van Napoleon, worden handlangers van Snowball genoemd en worden door Napoleons honden vermoord. De varkens gaan eveneens handel drijven met een rijke industrieel uit het dorp. Als de dorpelingen de opbrengsten van deze industrieel zien, worden ze jaloers en besluiten ze Animal Farm nogmaals aan te vallen. Jones is inmiddels aan lagerwal geraakt en besluit nu wraak te nemen door de windmolen op te blazen. De dieren weten de mensen wederom te verslaan, maar de windmolen ontploft door Jones' dynamietlading. Jones verlaat het gebouw te laat en wordt mee opgeblazen.
De windmolen moet worden herbouwd. Bokser zet zich hier opnieuw voor in en maakt zelfs overuren. Als Bokser op een dag weer overuren maakt, wordt hij op de bouwwerf geraakt door een molensteen. Bokser overleeft het ongeluk, maar zijn been is gebroken en hij kan niet meer werken. In plaats van Bokser zijn welverdiende pensioen te geven, laat Napoleon hem ophalen door een paardenslagerij. Van zijn overblijfselen zal lijm gekookt worden. Napoleon wordt hiervoor rijkelijk betaald. Enkele dieren, waaronder Boksers beste vriend, Benjamin de ezel, hebben echter gezien dat Bokser in een wagen van de paardenslager is opgehaald. Napoleon geeft Squealer opdracht om dit goed te praten. Benjamin begint echter wantrouwig te worden.
Jaren verstrijken. De dieren leven nog steeds onder het juk van Napoleon. De boerderij is nu eerder een legerkamp geworden. De dieren worden nergens meer bij betrokken. Varkens van andere boerderijen worden door Napoleon uitgenodigd op conferenties. Bijna alle geboden zijn al geschaad door de hebzuchtige varkens. Dan blijkt dat het laatste, en belangrijkste gebod ook veranderd is.
Eerst stond er:
All animals are equal (Alle dieren zijn gelijk)
Dit is veranderd in:
All animals are equal, BUT SOME ANIMALS ARE MORE EQUAL THAN OTHERS (Alle dieren zijn gelijk, MAAR SOMMIGE DIEREN ZIJN MEER GELIJK DAN ANDEREN)
Voor de andere dieren is nu de maat vol. Onder leiding van Benjamin, bestormen de dieren Napoleons huis. Als Napoleon hen bemerkt, roept hij zijn honden. De luxe heeft er echter toe geleid dat de honden dronken zijn en niet kunnen vechten. Napoleon is nu weerloos en wordt door de andere dieren vermoord. De cirkel is weer rond.

## Stemmen
| Acteur         | Personage            |
| -------------- | -------------------- |
| Gordon Heath   | Verteller            |
| Maurice Denham | Alle dieren + mensen |

## Achtergrond

### Productie
De film brengt enkele veranderingen aan in het verhaal ten opzichte van Orwells boek, waaronder het einde. In het boek komen de dieren enkel tot de conclusie dat de varkens zelf geen haar beter zijn dan de originele menselijke eigenaren van de boerderij, maar ze ondernemen niet iets tegen hen. Volgens producer John Halas werd de opstand tegen de varkens toegevoegd om de film meer een happy end te geven.
In 2000 kwam The New York Times met een artikel waarin gesuggereerd wordt dat de the CIA betrokken zou zijn geweest bij de productie van de film. Ze zouden de filmrechten hebben gekocht van Orwells weduwe, en het verhaal expres zo hebben laten aanpassen dat de varkens als metafoor dienen voor het communisme. Op die manier zou de film dienst kunnen doen als anti-communistische propagandafilm. Ook Daniel Leabs boek Orwell Subverted: The CIA and the Filming of Animal Farm uit 2007 speelt in op deze theorie.. Zelf ontkent de CIA enige betrokkenheid bij de productie van Animal Farm.

### Uitgave en ontvangst
Voor de première van de film, werd in de aankondiging sterk benadrukt dat het een Britse film betrof en geen Hollywoodproductie.
Bij de originele uitgave kreeg de film van de British Board of Film Classification een leeftijdsgrens van 18 jaar opgelegd vanwege de sterke politieke thema’s en het geweld in de film. Tegenwoordig wordt de film geschikt geacht voor kijkers van alle leeftijden.
De première van de film werd aangeprezen met een stripversie van de film, die verscheen in enkele kranten. Deze strip was getekend door Harold Whitaker, een van de tekenaars die aan de film had meegewerkt.

## Prijzen en nominaties
In 1956 werd Animal Farm genomineerd voor een BAFTA Film Award in de categorie “beste animatiefilm”.